# Bratislava II

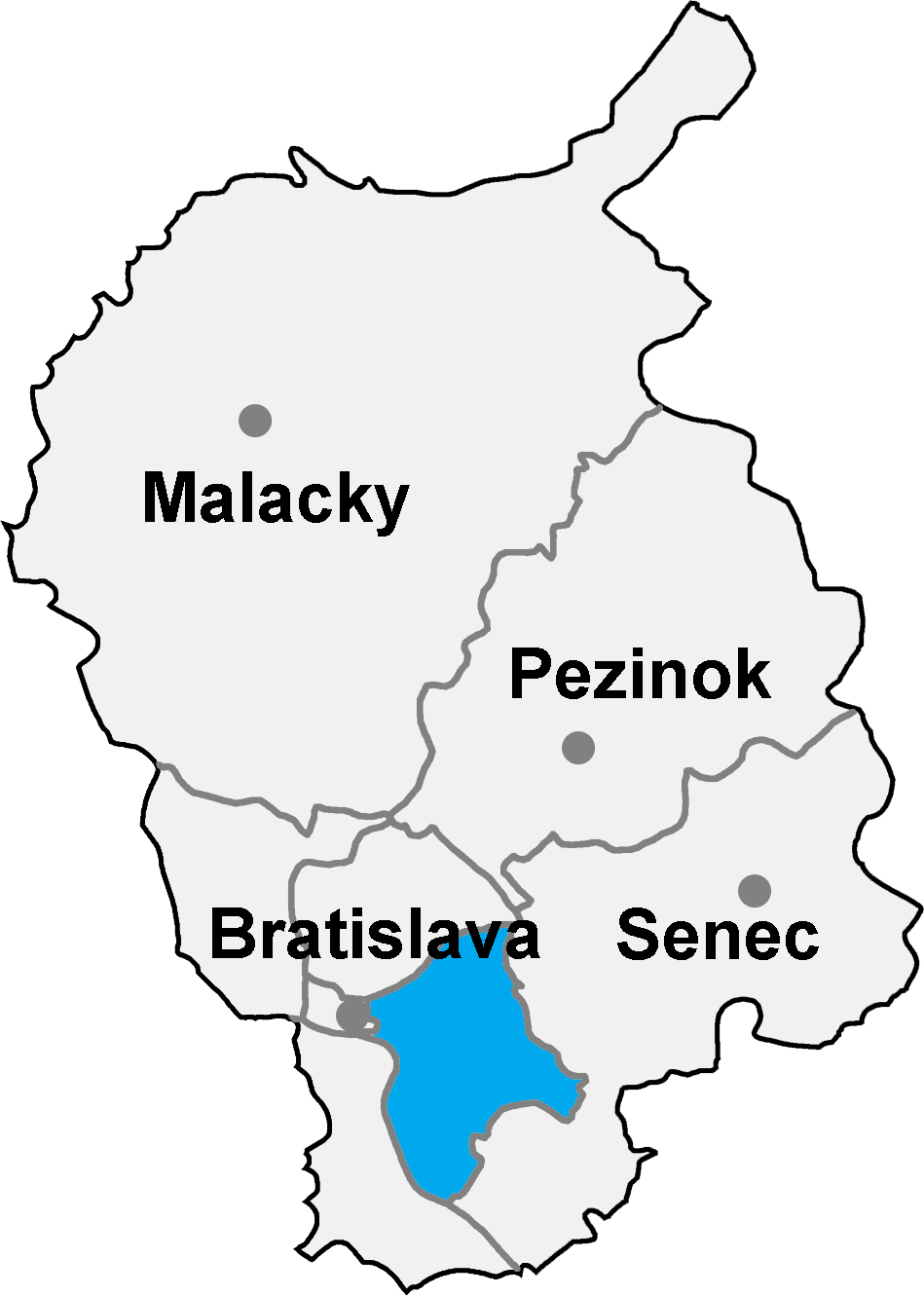
Districtul Bratislava II

Districtul Bratislava II (okres Bratislava II) este un district în Slovacia vestică, în Regiunea Bratislava, orașul Bratislava. Se învecinează cu districtele Bratislava I, Bratislava III, Bratislava IV și Bratislava V. Conține părțile capitalei numite: Ružinov, Podunajské Biskupice și Vrakuňa.

## Demografie
| An:                | 1994    | 2004    | 2014    | 2024    |
| ------------------ | ------- | ------- | ------- | ------- |
| Număr de persoane: | 113.100 | 108.316 | 112.054 | 126.649 |
| Diferență:         |         | −4,22%  | +3,45%  | +13,02% |

| An:                | 2023    | 2024    |
| ------------------ | ------- | ------- |
| Număr de persoane: | 125.980 | 126.649 |
| Diferență:         |         | +0,53%  |